# Trojan.Emcodec.E
Trojan.Emcodec.E är en Trojansk häst som används av WinFixer. Programmet kan även agera som Rootkit och Adware som kan gömma sig i viktiga filer eller i mappar som aldrig används. När det fungerar som Adware dyker det upp skamliga pornografiska bilder på nakna tjejer, eller på killar som onanerar.